# Jatnagarðar (nordvästra Vágar)
Jatnagarðar är en bergstopp i Färöarna (Kungariket Danmark). Den ligger i sýslan Vága sýsla, i den nordvästra delen av landet. Toppen på Jatnagarðar är 676 meter över havet. Jatnagarðar ligger på ön Vágar.
Närmaste större samhälle är Vestmanna, 12,3 km öster om Jatnagarðar. Trakten runt Jatnagarðar består i huvudsak av gräsmarker och kala klippor.